# دانيال إيلينسون
دانيال ايلينسون (بالإنجليزية: Daniel Ellensohn)‏ (9 أغسطس 1985 كيب تاون جنوب أفريقيا - ) هو لاعب كرة قدم نيوزلندي، يلعب كمهاجم.

## روابط خارجية
- دانيال إيلينسون على موقع الاتحاد الدولي (مؤرشف)  (الإنجليزية)
- دانيال إيلينسون على موقع قاعدة بيانات كرة القدم.إي يو (الإنجليزية)
- دانيال إيلينسون على موقع ناشيونال فوتبول تيمز (الإنجليزية)
- دانيال إيلينسون على موقع أوليمبيديا (الإنجليزية)
- دانيال إيلينسون على موقع اللجنة الأولمبية النيوزيلندية (الإنجليزية)